# باتهوا
باتهوا (به لاتین: Bathua) یک روستا در بنگلادش است که در استان باریسال و در ناحیه باریسال واقع شده است.